# Spilogona projecta
Spilogona projecta este o specie de muște din genul Spilogona, familia Muscidae, descrisă de Huckett în anul 1965. Conform Catalogue of Life specia Spilogona projecta nu are subspecii cunoscute.